# Deer Lake (Humber River)
Der Deer Lake ist ein See in der kanadischen Provinz Neufundland und Labrador. Der Seename leitet sich von der Karibu-Herde auf Neufundland ab.

## Lage
Der Deer Lake befindet sich im Westen der Insel Neufundland. Der auf einer Höhe von 5,4 m gelegene Deer Lake ist 26,7 km lang und maximal 3,4 km breit. Er erstreckt sich in NO-SW-Richtung. Die Wasserfläche beträgt 67,8 km². Der See wird am südlichen Ende vom Humber River nach Südwesten zur Bay of Islands an der Westküste von Neufundland entwässert. Das Einzugsgebiet des Sees umfasst etwa 7850 km². Wichtigste Zuflüsse sind Upper Humber River und der Abfluss vom Wasserkraftwerk Deer Lake, dessen Wasser vom Grand Lake stammt. Am nordöstlichen Seeende liegt die Kleinstadt Deer Lake am Seeufer. Der Trans-Canada Highway (Route 1) verläuft entlang dem Südostufer des Sees. Unweit des südwestlichen Seeendes befindet sich am Südufer die Gemeinde Pasadena.